# Comitatul Alleghany, Virginia
Comitatul Alleghany (pronunție IPA - æli gæ ni, engleză Alleghany County, codul său  FIPS este 51 - 005 Arhivat în 7 iunie 2011, la Wayback Machine.) este unul din cele 95 de comitate ale statului american Virginia, fiind situat în partea extrem nord-vestică a statului. Conform datelor statistice ale recensământului din anul 2000, furnizate de United States Census Bureau, populația sa totală era de 12.926 de locuitori. Sediul comitatului, care a fost înființat în 1789, este orașul Covington.
Numele „Alleghany” derivă dintr-un cuvânt nativ american, oolikhanna, care semnifică „curs de apă frumos”. Un număr de cinci comitate din regiunea Statelor Unite cunoscută ca Appalachian sunt numite astfel, regăsindu-se sub diferite varietăți ortografice așa cum sunt Allegany, Allegheny ori Alleghany.

## Geografie
Conform datelor statistice furnizate de United States Census Bureau, comitatul are o suprafață totală de 11.689 km2, dintre care 11.654 km2 reprezintă uscat și doar 0,31% apă.

## Educație
Următoarele districte școlare deservesc Comitatul Allegany.

## Demografie
|  | Graficele sunt indisponibile din cauza unor probleme tehnice. Mai multe informații se găsesc la Phabricator și la wiki-ul MediaWiki. |

Date: Wikidata - grafică realizată de Wikipedia